# Anita Asante
Anita Ama Ankyewah Asante (Londres, Inglaterra; 27 de abril de 1985) es una futbolista inglesa de origen ghanés. Juega como defensa central en el Aston Villa de la FA Women's Super League de Inglaterra.

## Trayectoria
Asante comenzó su carrera en 2003 con el Arsenal LFC, y al año siguiente debutó con la selección inglesa. Entre 2005 y 2013 jugaría dos Mundiales y tres Eurocopas. También jugó los Juegos Olímpicos de Londres por Gran Bretaña.
Tras ganar la Copa de Europa 2006-07 con el Arsenal, en 2008 fichó por el Chelsea F. C., y al año siguiente se marchó a Estados Unidos para jugar en la WPS. En 2009 jugó en el Sky Blue FC. En 2010 pasó por tres equipos diferentes: Saint Louis Athletica (que quebró al poco de fichar), Chicago Red Stars y Washington Freedom. En 2011 regresó al Sky Blue.
Tras la disolución de la WPS en 2012 Asante se marchó a Suecia, donde jugó en el Göteborg FC antes de fichar por el FC Rosengard en 2013. 

## Vida personal
Asante es abiertamente lesbiana, y mantiene una relación con la reportera y presentadora de ITV News Sports, Beth Fisher.